# Jonkoma

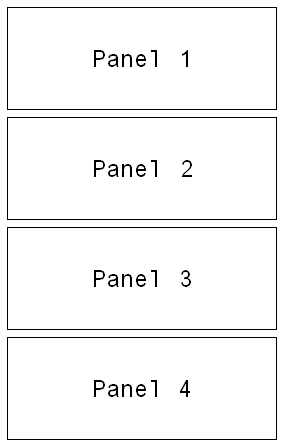
Rozložení tradiční jonkomy

Jonkoma (japonsky 4コマ漫画, jonkoma manga, „čtyřpanelová manga“), v psané formě nazývaná též 4-koma, je formát komiksového stripu sestávající ze čtyř vertikálně uspořádaných panelů stejné velikosti. Čten je seshora dolů. Řidčeji jsou panely uspořádány horizontálně a čteny zprava doleva, nebo rozvrženy do mřížky 2×2 panely a čteny seshora dolů počínaje pravým sloupcem. Výraz jonkoma pochází z japonštiny, formát se však vyskytuje rovněž v jiných zemích Asie a mimo ni. Na západě byl popularizován v polovině 20. století americkým stripem Peanuts.

## Původ
Nejstarší dochovanou jonkomou je sbírka Džidži manga (時事漫画, „Manga o událostech dne“) vydaná v roce 1902. Jejím autorem je Kitazawa Rakuten (pod pseudonymem Kitazawa Jasudži). Pravděpodobně byla inspirována dílem Franka Arthura Nankivella a Fredericka Burr Oppera.

## Struktura
Jonkoma zpravidla následuje čtyřbodovou strukturu zvanou kišótenkecu (起承転結).
- Ki (起): první panel, úvod do situace
- Šó (承): druhý panel, rozvinutí příběhu
- Ten (転): třetí panel, vyvrcholení zápletky
- Kecu (結): čtvrtý panel, závěr, reakce na události třetího panelu

## Využití
Jonkoma v Japonsku figuruje téměř ve všech typech publikací, což zahrnuje například manga časopisy, grafické romány a komiksové sekce novin, herních časopisů nebo kulinářských časopisů. Děj je obvykle omezen na čtyři panely, ačkoli některé serializované jonkomy vyprávějí souvislý příběh. Jonkomy jsou zpravidla humorné, třebaže mohou glosovat vážná témata. Nezřídka je formát využíván pro humorné vsuvky na konci svazků mangy.